# Tungvikt i grekisk-romersk stil i brottning vid olympiska sommarspelen 1996
Herrarnas brottningsturnering i grekisk romersk stil i viktklassen tungvikt vid olympiska sommarspelen 1996 avgjordes i Atlanta i Georgia World Congress Center. 

## Medaljörer
| Klass    | Guld                    | Silver                        | Brons                      |
| Tungvikt | Andrzej Wroński · Polen | Sergej Lisjtvan · Vitryssland | Mikael Ljungberg · Sverige |

## Resultat
Guld- och silvermedaljörerna korades genom en klassisk turnering där vinnaren i finalen erhöll guld, och förloraren silver. Förlorarna från omgång ett fram till semifinalen fick återkvala och vinnaren fick till slut brons.
- PA — Vinst genom att motståndaren skadats

### Huvudtabell

#### Runda 1
| Brottare 1                    | Poäng  | Brottare 2             |
| ----------------------------- | ------ | ---------------------- |
| Takashi Nonomura (JPN)        | 0 - 10 | Mikael Ljungberg (SWE) |
| Stipe Damjanović (CRO)        | 6 - 0  | Mohamed Basri (MAR)    |
| Tejmuraz Edisjerasjvili (RUS) | 6 - 0  | Emilio Suárez (VEN)    |
| Juan Giraldo (COL)            | TO     | Georgiy Saldadze (UKR) |
| Sergej Lisjtvan (BLR)         | 2 - 0  | Todor Manov (BUL)      |
| Jason Gleasman (USA)          | 15 - 2 | Ba Yanchuan (CHN)      |
| Héctor Milián (CUB)           | 12 - 0 | Colbie Bell (CAN)      |
| Giuseppe Giunta (ITA)         | 1 - 1  | Bakur Gogitidze (GEO)  |
| Igor Grabovetski (MDA)        | 4 - 1  | Urs Bürgler (SUI)      |
| Andrzej Wroński (POL)         | 10 - 0 | Mohamed Naouar (TUN)   |

#### Åttondelsfinaler
| Brottare 1                    | Poäng | Brottare 2             |
| ----------------------------- | ----- | ---------------------- |
| Mikael Ljungberg (SWE)        | 5 - 0 | Stipe Damjanović (CRO) |
| Tejmuraz Edisjerasjvili (RUS) | 3 - 6 | Georgij Saldadze (UKR) |
| Sergej Lisjtvan (BLR)         | 3 - 0 | Jason Gleasman (USA)   |
| Héctor Milián (CUB)           | 3 - 0 | Giuseppe Giunta (ITA)  |
| Igor Grabovetski (MDA)        | 0 - 0 | Andrzej Wroński (POL)  |

#### Kvartsfinaler
| Brottare 1             | Poäng | Brottare 2             |
| ---------------------- | ----- | ---------------------- |
| Mikael Ljungberg (SWE) | TO    | Georgiy Saldadze (UKR) |
| Sergej Lisjtvan (BLR)  |       | Bye                    |
| Héctor Milián (CUB)    |       | Bye                    |
| Andrzej Wroński (POL)  |       | Bye                    |

#### Semifinaler
| Brottare 1             | Poäng | Brottare 2            |
| ---------------------- | ----- | --------------------- |
| Mikael Ljungberg (SWE) | 1 - 2 | Sergej Lisjtvan (BLR) |
| Héctor Milián (CUB)    | 0 - 2 | Andrzej Wroński (POL) |

#### Final
| Brottare 1            | Poäng | Brottare 2            |
| --------------------- | ----- | --------------------- |
| Sergej Lisjtvan (BLR) | 0 - 0 | Andrzej Wroński (POL) |

### Återkval

#### Omgång 2
| Brottare 1             | Poäng  | Brottare 2            |
| ---------------------- | ------ | --------------------- |
| Takashi Nonomura (JPN) | 10 - 0 | Mohamed Basri (MAR)   |
| Emilio Suárez (VEN)    | 3 - 0  | Juan Giraldo (COL)    |
| Todor Manov (BUL)      | 4 - 0  | Ba Yanchuan (CHN)     |
| Colbie Bell (CAN)      | 0 - 3  | Bakur Gogitidze (GEO) |
| Urs Bürgler (SUI)      | 11 - 0 | Mohamed Naouar (TUN)  |

#### Omgång 3
| Brottare 1                    | Poäng | Brottare 2             |
| ----------------------------- | ----- | ---------------------- |
| Takashi Nonomura (JPN)        | 3 - 0 | Emilio Suárez (VEN)    |
| Todor Manov (BUL)             | 3 - 0 | Bakur Gogitidze (GEO)  |
| Urs Bürgler (SUI)             | 3 - 6 | Stipe Damjanović (CRO) |
| Tejmuraz Edisjerasjvili (RUS) | 4 - 1 | Jason Gleasman (USA)   |
| Giuseppe Giunta (ITA)         | 2 - 3 | Igor Grabovetski (MDA) |

#### Omgång 4
| Brottare 1             | Poäng | Brottare 2                    |
| ---------------------- | ----- | ----------------------------- |
| Takashi Nonomura (JPN) | 0 - 2 | Todor Manov (BUL)             |
| Stipe Damjanović (CRO) | 0 - 5 | Tejmuraz Edisjerasjvili (RUS) |
| Igor Grabovetski (MDA) | 2 - 2 | Georgij Saldadze (UKR)        |

#### Omgång 5
| Brottare 1             | Poäng | Brottare 2                    |
| ---------------------- | ----- | ----------------------------- |
| Todor Manov (BUL)      | 1 - 3 | Tejmuraz Edisjerasjvili (RUS) |
| Igor Grabovetski (MDA) |       | Bye                           |

#### Omgång 6
| Brottare 1                    | Poäng | Brottare 2             |
| ----------------------------- | ----- | ---------------------- |
| Mikael Ljungberg (SWE)        | PA    | Igor Grabovetski (MDA) |
| Tejmuraz Edisjerasjvili (RUS) | 1 - 0 | Héctor Milián (CUB)    |

#### Bronsmatch
| Brottare 1             | Poäng | Brottare 2                    |
| ---------------------- | ----- | ----------------------------- |
| Mikael Ljungberg (SWE) | TO    | Tejmuraz Edisjerasjvili (RUS) |